# ウミフェノビル
ウミフェノビル（露: Умифеновир, 英: Umifenovir, 中: 阿比朵尔）は、ロシアや中国で使用されている抗ウイルス薬である。インフルエンザの治療に用いられる。先発品はファーマスタンダード社（露: Фармстандарт）により製造されている。商品名は「アルビドール」（Арбидол, Arbidol）等と呼ばれる。ロシアと中国では有効性が確認され承認されているが、米国や日本ではインフルエンザの治療・予防目的として承認されていない。 
化学的には、7位を除く全ての位置に異なる置換基を有するインドール核を特徴とする。この薬剤は、ウイルスの標的細胞への侵入を阻害し、免疫反応を促進する事が研究で示されている。 

## 販売状況
有効性に関する試験は主に中国とロシアで行われており、この2カ国ではよく知られている。ロシアで行われた幾つかの試験で有効性が認められ、in vitro と日常診療の双方でオセルタミビルと同等の有効性が示された。2010年にはロシアで最も販売量の多い医薬品ブランドとなった。2020年の第1四半期には、ロシアの抗ウイルス薬市場で16%のシェアを獲得している。

## 作用機序
ウイルスのエンベロープ（ウイルスのカプシドを取り囲む部分）と標的細胞の細胞膜との融合を阻害することで、細胞へのウイルスの侵入が阻止される。DNAウイルスよりもRNAウイルスに効果的であるとする研究がある。
免疫系の調節作用も有している。液性免疫反応の促進、インターフェロン産生の誘導、マクロファージの貪食機能の刺激等の作用がある。

## 臨床使用
インフルエンザに対する抗ウイルス薬として使用されている他、C型肝炎の治療薬候補としても検討されている。
哺乳類培養細胞を用いたin vitro 研究では、ザイールエボラウイルス (Kikwit株)、タカリベウイルス、カポジ肉腫関連ヘルペスウイルスの侵入を防ぐ効果が確認されている。また、in vitro において哺乳類細胞に対するB型肝炎およびポリオウイルスの感染前または感染中に使用した場合にも、抑制効果が確認されている。

## 研究開発
2020年時点で、中国ではCOVID-19の治療法候補としてダルナビルとの併用療法が研究されていた。

## 副作用
既知の過剰摂取例は報告されておらず、アレルギー反応は過敏症の患者に限られる。なお、LD50は4g/kg以上である。

## 批判
ロシア医学科学アカデミーは2007年、効果は科学的に証明されていないと発表した。
ロシアのメディアからは、タチアナ・ゴリコバ（当時の保健省大臣）がロビー活動によってウミフェノビルを宣伝しようとした事への批判、インフルエンザや風邪からの回復が1.3-2.3日早まるという不確実な情報への批判、有効性は査読付きの研究で裏付けられているという主張などがなされている。

## 参考資料
1. 1 2  “阿比朵尔抑制新冠，先声药业生产的吗？” (中国語). 全民健康网. 2020年6月17日時点のオリジナルよりアーカイブ。2020年6月17日閲覧。
2. ↑  “ИНСТРУКЦИЯ ПО ПРИМЕНЕНИЮ АРПЕТОЛ (ARPETOL)” (ベラルーシ語). Vidal. 2018年1月26日時点のオリジナルよりアーカイブ。2020年6月17日閲覧。
3. ↑  “Full Prescribing Information: Arbidol (umifenovir) film-coated tablets 50 and 100 mg: Corrections and Additions” (ロシア語). State Register of Medicines.   Open joint-stock company “Pharmstandard-Tomskchempharm”. 2015年6月3日閲覧。[リンク切れ]
4. ↑  “KEGG DRUG: ウミフェノビル”. www.kegg.jp. 2021年6月15日閲覧。
5. ↑  “International Nonproprietary Names for Pharmaceutical Substances (INN)”. WHO Drug Information 2011; 25(1): 91. 2012年8月18日時点のオリジナルよりアーカイブ。2021年6月15日閲覧。
6. 1 2  “Characteristics of arbidol-resistant mutants of influenza virus: implications for the mechanism of anti-influenza action of arbidol”. Antiviral Research 81 (2):  132–40. (February 2009). doi:10.1016/j.antiviral.2008.10.009. PMID 19028526.
7. ↑  “Разработка Арбидола”.   Фармацевтическая компания «Фармстандарт». 2012年2月3日時点のオリジナルよりアーカイブ。2012年8月13日閲覧。
8. ↑  “АРПЕТОЛ”.   фирма «Лекфарм». 2013年7月16日時点のオリジナルよりアーカイブ。2011年5月11日閲覧。
9. ↑  “FDA Approved Drugs for Influenza”. U.S. Food and Drug Administration (2020年10月23日). 2021年6月15日閲覧。
10. ↑  Kadam, Rameshwar U.; Wilson, Ian A. (2017). “Structural basis of influenza virus fusion inhibition by the antiviral drug Arbidol”. Proceedings of the National Academy of Sciences 114 (2):  206–214. doi:10.1073/pnas.1617020114. PMC 5240704. PMID 28003465.
11. 1 2  “[Sensitivity of various influenza virus strains to arbidol. Influence of arbidol combination with different antiviral drugs on reproduction of influenza virus A”]. Terapevticheskii Arkhiv (ИЗДАТЕЛЬСТВО "МЕДИЦИНА") 77 (8):  84–8. (2005). PMID 16206613.
12. ↑  “[Efficacy and safety of arbidol in treatment of naturally acquired influenza]”. Zhongguo Yi Xue Ke Xue Yuan Xue Bao. Acta Academiae Medicinae Sinicae 26 (3):  289–93. (June 2004). PMID 15266832.
13. ↑  “Arbidol: a broad-spectrum antiviral compound that blocks viral fusion”. Current Medicinal Chemistry 15 (10):  997–1005. (2008). doi:10.2174/092986708784049658. PMID 18393857.
14. ↑  “Virus susceptibility and clinical effectiveness of anti-influenza drugs during the 2010-2011 influenza season in Russia”. International Journal of Infectious Diseases 43:  77–84. (February 2016). doi:10.1016/j.ijid.2016.01.001. PMID 26775570.
15. ↑  “Russian Pharmaceutical Market 2010”.   DSM Group. 2018年12月20日時点のオリジナルよりアーカイブ。2020年6月17日閲覧。
16. ↑  “Most popular antiviral medication brands in the Russian pharmaceutical market in 1st quarter 2020 by sales value share”. Statista. 2020年6月17日閲覧。
17. ↑  “Arbidol: a broad-spectrum antiviral that inhibits acute and chronic HCV infection”. Virology Journal 3:  56. (July 2006). doi:10.1186/1743-422X-3-56. PMC 1559594. PMID 16854226.
18. ↑  “Antiviral activity of arbidol against influenza A virus, respiratory syncytial virus, rhinovirus, coxsackie virus and adenovirus in vitro and in vivo”. Archives of Virology 152 (8):  1447–55. (2007). doi:10.1007/s00705-007-0974-5. PMID 17497238.
19. ↑  “[Mechanisms of arbidole's immunomodulating action]” (ロシア語). Vestnik Rossiiskoi Akademii Meditsinskikh Nauk (3):  36–40. (1999). PMID 10222830.
20. ↑  “Biochemical mechanism of hepatitis C virus inhibition by the broad-spectrum antiviral arbidol”. Biochemistry 46 (20):  6050–9. (May 2007). doi:10.1021/bi700181j. PMC 2532706. PMID 17455911.
21. ↑  “The Synthetic Antiviral Drug Arbidol Inhibits Globally Prevalent Pathogenic Viruses”. Journal of Virology 90 (6):  3086–92. (January 2016). doi:10.1128/JVI.02077-15. PMC 4810626. PMID 26739045.
22. ↑  “Arbidol and Other Low-Molecular-Weight Drugs That Inhibit Lassa and Ebola Viruses”. Journal of Virology 93 (8). (April 2019). doi:10.1128/JVI.02185-18. PMC 6450122. PMID 30700611.
23. ↑  “Coronavirus: are cocktail therapies for flu and HIV the magic cure?”. South China Morning Post (2020年2月4日). 2021年6月15日閲覧。 “Bangkok and Hangzhou hospitals put combination remedies to the test.”
24. ↑  “China's health officials say priority is to stop mild coronavirus cases from getting worse.”. South China Morning Post (2020年2月4日). 2021年6月15日閲覧。
25. ↑  “Drug treatment options for the 2019-new coronavirus (2019-nCoV)”. Bioscience Trends 14 (1):  69–71. (January 2020). doi:10.5582/bst.2020.01020. PMID 31996494.
26. ↑  Jun, Chen; Yun, Ling; Xiuhong, Xi; Ping, Liu; Feng, Li; Tao, Li; Zhiyin, Shang; Mei, Wang et al. (2020-02-21). “Efficacies of lopinavir/ritonavir and arbidol in the treatment of novel coronavirus pneumonia” (中国語). Chinese Journal of Infectious Diseases 38:  E008. doi:10.3760/cma.j.cn311365-20200210-00050. ISSN 1000-6680.
27. ↑  “АРБИДОЛ (ARBIDOL)”. Vidal. 2009年2月4日時点のオリジナルよりアーカイブ。2021年6月15日閲覧。
28. ↑  “Resolution”. Meetings of the Presidium of the Formulary Committee.   Russian Academy of Medical Sciences (2007年3月16日). 2021年6月15日閲覧。
29. ↑  “How do we plant federal ministers” (ロシア語). MKRU (2011年4月21日). 2021年6月15日閲覧。
30. ↑  Golunov, Ivan (2013年12月23日). “13 most popular flu cures: do they work?” (ロシア語). Professional Journalism Platform. 2021年6月15日閲覧。
31. ↑  Reuters, Svetlana. “Stick in the wheel” (ロシア語). Esquire. 2021年6月15日閲覧。
32. ↑  “Repetition - the mother of learning” (ロシア語). Esquire. 2021年6月15日閲覧。